# Giornata mondiale contro la pena di morte

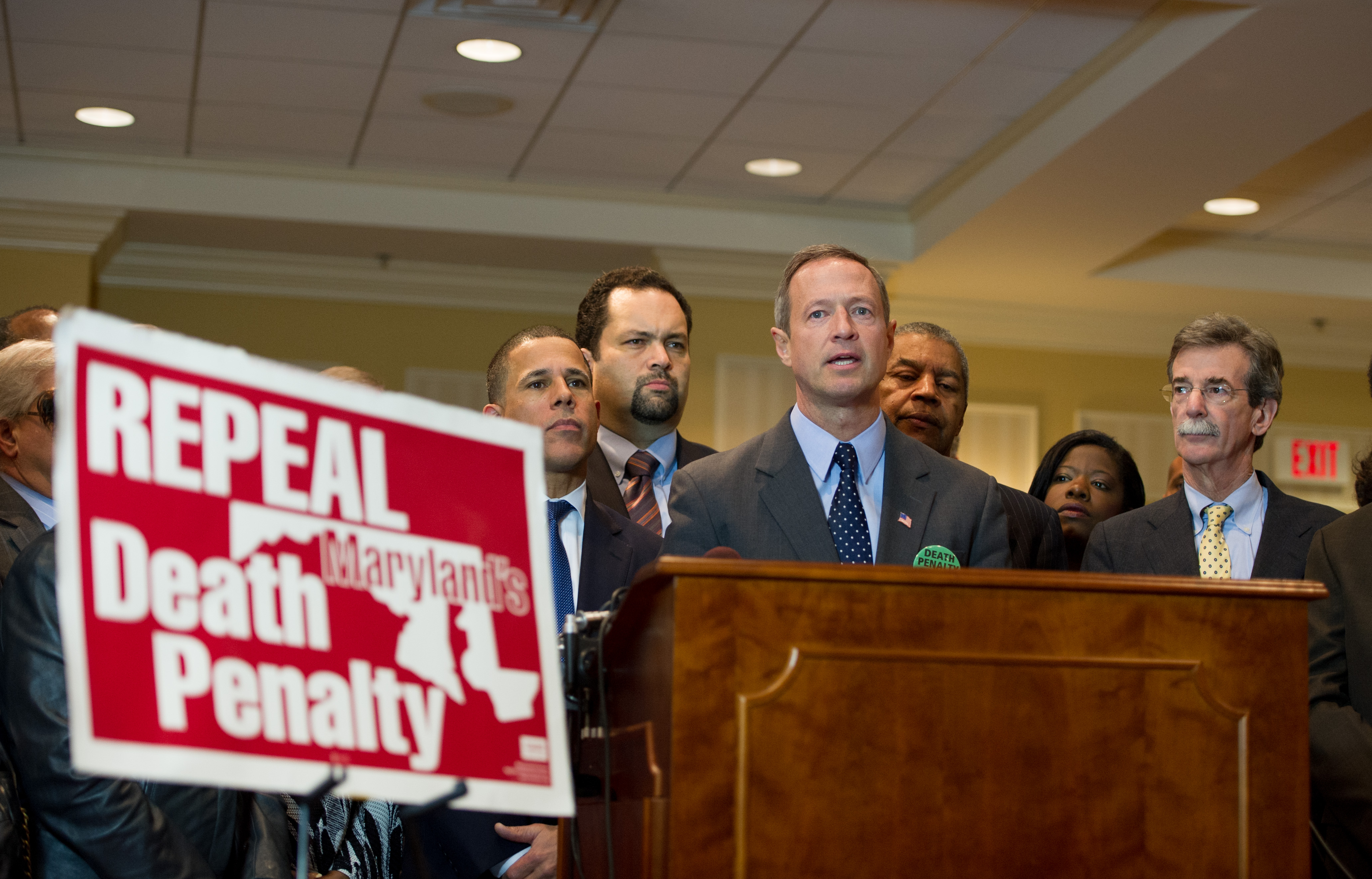
Conferenza stampa sulla pena di morte in Maryland.

La giornata mondiale contro la pena di morte è una ricorrenza, che cade il 10 ottobre di ogni anno, volta a sensibilizzare l'opinione pubblica sull'abolizione della pena capitale.

## Storia
La ricorrenza è stata ideata dalla coalizione mondiale contro la pena di morte nel 2003.
La giornata è sostenuta da numerose ONG e governi mondiali, tra cui l'Unione africana, Amnesty International, l'Unione europea e le Nazioni Unite. Il 26 settembre 2007, il Consiglio d'Europa ha dichiarato il 10 ottobre Giornata europea contro la pena di morte.